# Sanda Ladoși
Sanda Ladoși (2 de enero de 1970), más conocida como Sanda, es una cantante rumana.
Durante su infancia, formó parte de varios coros y bandas musicales, y a la edad de 10 años, comenzó a estudiar canto, piano y guitarra clásica. Al igual que el resto de su familia, recibiría más tarde una educación universitaria dirigida a la enseñanza.
Pronto dejaría su profesión como maestra al conseguir hacerse con la victoria en el festival de música pop de Mamaia en Rumania. Deseosa de convertirse en una cantante profesional, se trasladó a Bucarest, a la vez que cursaba estudios de derecho en la Universidad Titu Maiorescu.
Ha realizado colaboraciones con destacados compositores de su país natal, tales como Eugen Mihăescu, Marcel Dragomir, Ionel Tudor, Cornel Meraru, Mihai Constantinescu, Alexandru Simu, Raimond Vancu, George Popa y Dan Iagnov (siendo este último el autor de más de 50 temas de la artista). 
Igualmente, ha colaborado con otros grandes cantantes rumanos de la talla de Marcel Pavel, Ștefan Iordache, Ioan Gyuri Pascu o Aurelian Temișan
Ganadora de la preselección nacional de su país, representó a la televisión rumana en el Festival de la Canción de Eurovisión 2004 celebrado en Estambul. Alcanzó la decimoctava posición. Ese mismo año ganó el Premio Barbara Dex a la concursante de Eurovisión "peor vestida" del año.
Su quinto trabajo discográfico ha sido publicado en 2005.

## Discografía
- Când vine seara (1993)
- Între noi mai e un pas (1994)
- Nu mă iubi (1997)
- Mi-e dor (1999)
- Khalini (2006)